# 元祖爆笑王
元祖爆笑王（がんそばくしょうおう、本名：高橋 裕幸（たかはし ひろゆき）、1964年11月4日 - ）は、放送作家、演芸作家、演芸プロデューサー。秋田県能代市出身。

## 活動
能代市に生まれ、秋田市立高清水小学校、五城目町立五城目第一中学校、秋田県立秋田南高等学校を経て、日本大学芸術学部卒業。大学時代は落語研究会に所属、2年次に放送作家・高田文夫に出会い師事する。大学に通いながら、高田文夫の弟子として活動を開始した。
大学卒業と同時に、ニッポン放送『田中義剛のオールナイトニッポン』『笑福亭鶴光のオールナイトニッポン』などの構成を手掛けるなど、主にラジオ番組を中心に活動。  TBSラジオ『大事MANブラザーズバンド・立川俊之のパックインミュージック21』には、立川の相方として出演していた。
1990年、テレビでは初のゴールデン番組として、フジテレビ『ウッチャンナンチャンのやるならやらねば!』を構成。その後同局『殿様のフェロモン』、『めちゃ×2モテたいッ!』、『学校では教えてくれないこと!!』、『笑っていいとも!』、『初詣!爆笑ヒットパレード』など、数々のバラエティ番組のレギュラー番組や特番の構成を担当した。
最近では、フジテレビ『めちゃ×2イケてるッ!』他、テレビ西日本『ピィース!』、CBCテレビ『イエヤス』、CBCラジオ『ツー快!お昼ドキッ』、『イエヤスラジオ〜爆笑芸人セレクション〜』、関西テレビ『恋愛情報バラエティー・ウソか!?誠か!?』、ラジオ日本『笑ってE-じゃん!』、ラジオ日本『爆夜～bakunai』パーソナリティなどレギュラー番組を多数手掛け、地方局でも活躍（東京・大阪・名古屋・福岡・札幌の基幹5地区全てで手がけた）。
2002年に構成を担当した、テレビ西日本ほかFNS4局共同番組『日韓親善ライブ 笑ってチョゴリ』が、日本民間放送連盟賞テレビエンターテインメント最優秀賞を受賞した。
趣味はボウリング。腕前はプロ級といわれる。彼を慕う芸人が集い教えを乞うと、はじめは小人数で楽しんでいた「会」が次第に同好会的なノリに発展。ついには、フジテレビ『お笑いチャンピオンボウリング』としてテレビ番組となり、2005年 - 2007年の深夜に7回放送された（企画構成は勿論のこと、解説として本人が出演）。
また、若手の発掘や育成にも力を注いでおり、事務所の大小に関係なく公平に審査し、芸人の個性や感性を殺さずに的確かつスマートな「ダメ出し」をする事で、各事務所及び芸人からの信頼は厚い。その結果、太田プロダクション、東京アナウンス学院などで講師を務める他、多岐に渡りネタ見せの活動を行っている。現在、フジテレビ『めちゃ²イケてるッ!』『爆笑レッドカーペット』の構成作家を務める。地元秋田でも、秋田テレビ『爆笑一番』の監修・進行役も務めていた。
最近では、ケータイサイト「元祖爆笑王のコメディクラブ」の監修も行っているほか、日本大学藝術学部、日本大学文理学部、専修大学文学部の非常勤講師を務めている。
2013年には、男鹿市観光大使、秋田県PRメディアプロデューサー、秋田ノーザンハピネッツ親善大使、2018年には、秋田市観光PRアドバイザーに就任。

## 出演

### テレビ番組
- ツギクル芸人グランプリ（フジテレビ） - 審査員

### ラジオ番組
- 爆夜〜BAKUNAI（2013年4月3日 - 、ラジオ日本） - MC

## 著作
- 漫才入門（2008年9月、リットーミュージック、ISBN 9784845615964）
- お笑い芸人直伝!鉄板フレーズ100選（2009年12月、メディアファクトリー、ISBN 9784845617630）
- 爆笑コント入門（2010年7月、リットーミュージック、ISBN 9784845618330）
- 3秒で「場をつかむ」技術（2010年12月、メディアファクトリー、ISBN 9784840136631）
- ムダ話が得意になる本（2012年11月、リットーミュージック、ISBN 9784845621637）